# I See Stars
Gli I See Stars sono un gruppo musicale statunitense formato nel 2006 a Warren, Michigan. Sono considerati tra i principali pionieri dell'electronicore.

## Storia del gruppo
Il loro album di debutto, 3-D, ebbe come ospite Bizzy Bone dei Bone Thugs-n-Harmony. Quest'ultimo arrivò alla 176ª posizione nella Billboard 200. Il loro secondo album The End of the World Party fu pubblicato il 22 febbraio 2011. Il terzo album, Digital Renegade, venne pubblicato il 13 marzo 2012. Questo dimostrò un cambiamento nello stile, includendo degli stili musicali più aggressivi rispetto agli album precedenti. Nel 2013 esce Renegades Forever, composto dai remix dell'album precedente e una nuova canzone, Can We Start Again. Nel giugno 2013 la band pubblica un nuovo singolo intitolato Violent Bounce (People Like You), annunciando il loro quarto album New Demons, pubblicato nell'agosto 2013.
Nell'agosto 2015 viene pubblicato Phases, un album contenente diversi brani della band realizzati in una nuova versione acustica. Alle registrazioni non partecipano i due membri fondatori Zach Johnson (voce death e tastierista) e Jimmy Gregerson (chitarrista), che non risultano presenti neanche al tour acustico della band nel periodo successivo. Successivamente a dicembre i due confermeranno di essere stati allontanati dalla formazione per motivi non specificati già da giugno.
Il quinto album in studio, realizzato senza l'aggiunta di nessun altro membro ufficiale al gruppo dopo l'uscita di Johnson e Gregerson, esce nel giugno 2016 con il titolo Treehouse.

## Formazione

### Formazione attuale
- Devin Oliver – voce (2006-presente)
- Brent Allen – chitarra (2006-presente)
- Jeff Valentine – basso (2006-presente)
- Andrew Oliver – batteria, cori (2006-2015), tastiera, sintetizzatore, sequencer, programmazione (2016-presente)

### Turnisti
- Dakota "Kooter" Sammons – batteria (2016-presente)
- Jake Burkey – batteria (2015)
- Nick Scott – chitarra ritmica (2015)
- Chris Koo – pianoforte, tastiera, cori (2015)
- Jacob Halmich – violoncello (2015)

### Ex componenti
- Jimmy Gregerson – chitarra ritmica (2006-2015)
- Zach Johnson – voce death, tastiera, sintetizzatore, programmazione (2006-2009, 2010-2015)
- Chris Moore – voce death, tastiera, sequencer (2009-2010)

## Discografia
Album in studio
- 2009 – 3-D
- 2011 – The End of the World Party
- 2012 – Digital Renegade
- 2013 – New Demons
- 2016 – Treehouse

Album di remix
- 2013 – Renegades Forever
- 2015 – New Demons (Remixes)
- 2015 – Phases

EP
- 2007 – Green Light Go!
- 2008 – I See Stars